# Alfons Stollreither
Alfons Stollreither  (* 1881; † 1954 in Bad Tölz) war langjähriger Bürgermeister der Stadt Bad Tölz und von 1931 bis 1933 auch Präsident des oberbayerischen Kreistags.

## Leben
Alfons Stollreither war der Sohn des Münchener Postamtsdirektors Leonhard Stollreither und dessen Ehefrau Elisabeth, geborene Birzer und der Bruder von Eugen Stollreither, Direktor der Universitäts-Bibliothek Erlangen. Der promovierte Jurist war 1909 noch mit der Magistratsverfassung des Königreichs Bayern als rechtskundiger Bürgermeister der Stadt Bad Tölz in das Amt gekommen. Am 24. November 1918 gründeten Bürgermeister Stollreither, der Pfarrer von Tölz und Schulinspektor Alois Daisenberger einen Bezirks-, Bürger- und Bauernrat, dessen Vorsitz Alfons Stollreither übernahm. Er arbeitete aber auch mit dem zeitgleich von der SPD gegründeten  Arbeiterrat zusammen und stellte sich nach der Niederschlagung der Räterepublik auf die Seite der Regierung Hofmann und war bis 1933 Mitglied der BVP. Alfons Stollreither gilt in der Zwischenkriegszeit als fähiger Verwalter und wichtiger Modernisierer der Stadt. Er war von Juni 1931 bis zur Machtergreifung der Nationalsozialisten 1933 auch Präsident des oberbayerischen Kreistags, was heute dem Amt des Bezirkstagspräsidenten entspricht. Stollreither trat nach der Machtergreifung umgehend der NSDAP bei, so dass er während seiner Amtszeit von 1933 bis 1945 als Unterstützer des NS-Regimes anzusehen ist. Bei Kriegsende versuchte Stollreither wohl, eine Zerstörung der Stadt durch Kampfhandlungen zu verhindern. Er wurde von den amerikanischen Truppen abgesetzt und starb 1954 in Bad Tölz.
In Bad Tölz wurde aufgrund seines Verhaltens zur Zeit des Nationalsozialismus in den letzten Jahren diskutiert, die Benennung der Bürgermeister-Stollreither-Straße zu ändern. Eine Umbenennung unterblieb, stattdessen wurde das Straßenschild ergänzt um die Erläuterung „Alfons Stollreither …machte sich als Bürgermeister…um die Modernisierung von Bad Tölz verdient. Umstritten ist er, weil er den Nationalsozialismus in Wort und Tat förderte.“